# Górno (Basses-Carpates)
Pour les articles homonymes, voir Górno.
Górno est une localité polonaise de la gmina de Sokołów Małopolski, située dans le powiat de Rzeszów en voïvodie des Basses-Carpates.